# Trachelobdella alcibiades
Trachelobdella alcibiades is een ringworm uit de familie van de Piscicolidae. De wetenschappelijke naam van de soort is voor het eerst geldig gepubliceerd in 1933 door Leigh-Sharpe.